# AES (paard)
De afkorting AES staat voor Anglo European Studbook.
Het bijzondere aan het AES is dat men uitgaat van het idee dat hengsten zich moeten bewijzen in de sport om een volledige goedkeuring te krijgen. Om dat te bereiken worden de hengsten in het keuringssysteem verdeeld in 3 categorieën. Namelijk licensed, approved en elite.
Als een jonge hengst zijn eerste keuring met succes doorloopt krijgt hij de status licensed. Zo'n hengst wordt opgenomen in het stamboek met een deklimiet van 30 merries per jaar. Als de hengst minimaal 4 jaar is kan hij opnieuw voorgesteld worden op een keuring, dat wordt dan een opwaardeerkeuring genoemd en de hengst zal dan onder het zadel gepresenteerd worden. Als de hengst wederom goed wordt bevonden zal hij de status approved krijgen en mag hij onbeperkt dekken.
Pas als de hengst zich ook in de internationale sport bewezen heeft zal hij de status elite krijgen. Dit heeft voor het aantal dekkingen geen gevolgen.

## Uiterlijk
De paarden in dit stamboek zijn allemaal typische warmbloeden die gefokt zijn voor de sport. Zij hebben dus een atletisch uiterlijk.

## Gebruik
AES paarden zijn bedoeld als sportpaarden voor de richtingen springen en dressuur.